# Schefflera elachistocephala
Schefflera elachistocephala är en araliaväxtart som beskrevs av Hermann August Theodor Harms. Schefflera elachistocephala ingår i släktet Schefflera och familjen araliaväxter. Inga underarter finns listade.